# Sysinternals
Sysinternals (также известная как «Winternals») — часть веб-сайта Microsoft Technet, который предлагает технические средства и утилиты для управления, диагностики, устранения неполадок и мониторинга всей среды Microsoft Windows.

## История
Изначально сайт Sysinternals (ранее известный как «ntinternals») был создан в 1996 году и принадлежал компании «Winternals Software LP», которая была расположена в городе Остине, штат Техас, США.
Работа сайта начала функционировать под руководством двух разработчиков, Марка Руссиновича и Брайса Когсвелла.
18 июля 2006 года корпорация Microsoft полностью приобрела компанию «Winternals» со всей их продукцией.
На веб-сайте предлагается множество бесплатных инструментов для администрирования и мониторинга компьютеров под управлением 32-битных и 64-разрядных операционных систем Microsoft Windows. Всё программное обеспечение теперь можно найти на сайте Microsoft. Компания также продала утилиты для восстановления данных, а также профессиональные издания своего свободного программного обеспечения.
В январе 2011 года Microsoft удалила с сайта Microsoft Technet исходные коды утилит, созданных Марком Руссиновичем и Брюсом Когсвеллом. Свои действия Microsoft объяснила тем, что доступ к этим исходникам может вызвать проблемы с поддержкой других компонентов ОС Windows.

## Winternals Software LP
«Winternals Software LP» была основана Марком Руссиновичем и Брайсом Когсвеллом, первый из которых прославился тем, что обнаружил руткит, используемый на дисках «Sony BMG», чем вызвал скандал и общественный резонанс, после размещения в своём блоге соответствующего поста, 31 октября 2005 года.
В апреле 2006 года Geek Squad, техническая поддержка которой работала в сотрудничестве с Best Buy, была обвинена в использовании нелицензионных версий программного обеспечения «Winternals». Иск заключался в следующем: компания «Winternals» обвинила в том, что последние незаконно присвоили авторское право и торговые знаки, а также заключили контракты для его использования на постоянной основе, и распространяли их по более выгодной цене, поскольку переговоры по коммерческому лицензионному соглашению были прерваны. В судебном иске было сказано, что Best Buy прервала переговоры в феврале, так как больше не была заинтересована в коммерческой лицензии. Каждая копия программного обеспечения стоила $1200, поэтому убытки шли на миллионы, отметил адвокат «Winternals» Дэвид Уивер. «Winternals» планировала взыскать неустановленную сумму ущерба и отсудить убытки. Слушание было назначено на 12 мая 2006 года в городе Остине. И 12 апреля того же года судья удовлетворил желание «Winternals», потребовав, чтобы вся поставка нелицензионного программного обеспечения должна быть прекращена в течение следующих 20 дней.
На 18 июля 2006 года корпорация Microsoft приобрела компанию и всю её продукцию. [Марк Руссинович пояснил, что продукция «Sysinternals» останется активной и будет продолжать развиваться, пока Microsoft соглашается на метод распространения средств (freeware), предоставляемых внутри компании. Однако утилита для восстановления паролей «NT Locksmith» была немедленно удалена. В настоящее время веб-сайт «Sysinternals» переехал на веб-портал Microsoft и стал частью Microsoft Technet.

### Исходный код и технология
Большинство утилит, которые были разработаны, сопровождались с исходным кодом, написанным на C, C++ или ASM. Исходный код был написан под Microsoft Visual C++ v.6.0 и мог быть собран с минимальными усилиями любыми разработчиками программного обеспечения для Microsoft Windows. Некоторые из наиболее интересных программ распространялись без исходного кода, но более ранние версии этих же утилит были доступны вместе с ним. Некоторое программное обеспечение получило поддержку для 64-разрядных операционных систем Microsoft Windows, а также для Linux.
Хотя стоит заметить, что после поглощения компанией Microsoft ни одна из имеющихся утилит на сегодняшний день не распространяется с открытым исходным кодом, а также не поддерживаются и не доступны для загрузки версии программных продуктов для Linux.
Некоторые приемы, которые используются для кодирования информации, были основаны на Windows Native API (NTAPI), они все ещё являются слабо документированными корпорацией Microsoft. Используя примеры этих кодировок, разработчики могут создавать чрезвычайно гибкие программы, которые могут производить такие операции, которые не под силу выполнить стандартными API. Примеры демонстрируют такие возможности, как сокрытие информации в реестре, перехват и подключение API-интерфейсов для мониторинга файловой системы операционной системы и многие другие.

## Продукция
«Sysinternals» предоставляет пользователям огромное количество бесплатных утилит, большинство из которых активно разрабатываются Марком Руссиновичем и Брайсом Когсуэллом, таких как «Process Explorer», «AutoRuns», «RootkitRevealer», «Contig», «PageDefrag» и множество других, которых в общей сложности 65 штук. Утилита «NTFSDOS» для обработки томов файловой системы NTFS в операционной системой Microsoft MS-DOS в настоящее время не разрабатывается, а также не доступна для загрузки.
Также были популярными такие продукты, как Administrator Pack совместно с ERD Commander 2005, Remote Recover 3.0, NTFSDOS Professional 5.0, Crash Analyzer Wizard, FileRestore 1.0, Filemon Enterprise Edition 2.0, Regmon Enterprise Edition 2.0, AD Explorer Insight for Active Directory 2.0, TCP Tools.
19 мая 2010 года «Sysinternals» выпустила свою первую и совершенно новую утилиту, с момента приобретения корпорацией Microsoft, под названием «RAMmap», предназначенную для анализа и диагностики использования физической памяти компьютера, утилита похожа на утилиту Microsoft Windows «Монитор производительности и стабильности», но является более продвинутой. RAMmap работает только на Windows Vista и выше.

### Список
- Sysinternals Suite
- AccessChk
- AccessEnum
- AdExplorer
- AdInsight
- AdRestore
- Autologon
- AutoRuns
- BgInfo
- BlueScreen

- CacheSet
- ClockRes
- Contig
- Coreinfo
- Ctrl2cap
- DebugView
- Desktops
- Disk2vhd
- DiskExt
- Diskmon

- DiskView
- Disk Usage (DU)
- EFSDump
- FileMon
- Handle
- Hex2dec
- Junction
- LDMDump
- ListDLLs
- LiveKd

- LoadOrder
- LogonSessions
- MoveFile
- NT Locksmith
- NTFSInfo
- PageDefrag
- PendMoves
- PipeList
- PortMon
- ProcDump

- Process Explorer
- Process Monitor
- ProcFeatures
- PsExec
- PsFile
- PsGetSid
- PsInfo
- PsKill
- PsList
- PsLoggedOn

- PsPasswd
- PsService
- PsShutdown
- PsSuspend
- PsTools
- RAMMap
- RegDelNull
- RegJump
- RegMon
- RootkitRevealer

- PsLogList
- SDelete
- ShareEnum
- ShellRunas
- Sigcheck
- Streams
- Strings
- Sync
- Sysmon
- TCPView
- VMMap

- VolumeId
- Whois
- WinObj
- ZoomIt